# Premier League (Koeweit) 2012/13
De Premier League 2012/13 was het 51ste seizoen in de hoogste afdeling van het Koeweitse voetbal sinds de oprichting van deze divisie in het Aziatische land in 1961. De competitie begon op 14 september 2012 en had zijn eenentwintigste en laatste speelronde op 19 april 2013. Acht clubs deden mee aan deze editie. Met een uiteindelijke voorsprong van twaalf punten op titelverdediger Qadsia SC won Kuwait SC de landstitel. De club werd voor de elfde keer landskampioen en kwalificeerde zich zodoende voor de strijd om de AFC Cup 2014, net als de nummer twee. Kazma SC eindigde dit seizoen op de laatste plaats; het degradeerde echter niet, omdat in het volgende seizoen de eerste en tweede divisie van Koeweit werden samengevoegd.

## Deelnemende clubs
| Club              | Stad         | Stadion                       | Capaciteit |
| ----------------- | ------------ | ----------------------------- | ---------- |
| Al-Arabi          | Koeweit-Stad | Sabah Al-Salemstadion         | 22.000     |
| Al Jahra          | Jahra        | Malab Mubarak Al-Ajjarstadion | 17.000     |
| Kuwait SC         | Koeweit-Stad | Kuwaitstadion                 | 18.000     |
| Al Nasar          | Farwaniya    | Ali Sabah Al-Salemstadion     | 10.000     |
| Qadsia SC         | Koeweit-Stad | Mohammed Al-Hamadstadion      | 22.000     |
| Al-Salibikhaet SC | Jahra        | Al-Salibikhaetstadion         | 7.000      |
| Al-Salmiya SC     | Hawalli      | Thamirstadion                 | 14.000     |
| Kazma SC          | Koeweit-Stad | Al-Sadaqua Walsalamstadion    | 21.500     |

## Resultaten

### Uitslagen
|                | ALA | ALJ | KUW | ALN | QAD | ALK | ALS | KAZ |
| -------------- | --- | --- | --- | --- | --- | --- | --- | --- |
| Al-Arabi       |     | 1–1 | 1–1 | 3–1 | 0–0 | 1–1 | 0–1 | 4–3 |
| Al Jahra       | 0–2 |     | 1–3 | 1–0 | 2–2 | 3–1 | 0–0 | 1–4 |
| Kuwait SC      | 2–2 | 3–0 |     | 1–0 | 1–1 | 5–0 | 5–0 | 4–1 |
| Al Nasar       | 0–1 | 0–0 | 1–3 |     | 0–3 | 1–3 | 4–2 | 1–0 |
| Qadsia SC      | 2–2 | 1–0 | 1–1 | 1–0 |     | 7–1 | 2–1 | 2–1 |
| Al-Salibikhaet | 0–3 | 1–0 | 0–3 | 1–5 | 0–3 |     | 1–0 | 0–0 |
| Al-Salmiya SC  | 1–4 | 1–0 | 0–0 | 0–0 | 0–2 | 2–0 |     | 0–0 |
| Kazma SC       | 0–2 | 2–0 | 2–4 | 2–0 | 0–0 | 0-3 | 0–3 |     |

### Eindstand
| № | Club              | WG | W  | G | V  | DV | DT | +/– | Punten |
| - | ----------------- | -- | -- | - | -- | -- | -- | --- | ------ |
| 1 | Kuwait SC         | 21 | 16 | 5 | 0  | 54 | 13 | +41 | 53     |
| 2 | Qadsia SC         | 21 | 11 | 8 | 2  | 39 | 16 | +23 | 41     |
| 3 | Al-Arabi          | 21 | 11 | 6 | 4  | 35 | 20 | +15 | 39     |
| 4 | Al Nasar          | 21 | 6  | 4 | 11 | 20 | 29 | –9  | 22     |
| 5 | Al Jahra          | 21 | 5  | 6 | 10 | 15 | 26 | –11 | 21     |
| 6 | Al-Salmiya SC     | 21 | 4  | 7 | 10 | 15 | 30 | –15 | 19     |
| 7 | Al-Salibikhaet SC | 21 | 5  | 4 | 12 | 18 | 47 | –29 | 19     |
| 8 | Kazma SC          | 21 | 3  | 6 | 12 | 17 | 32 | –15 | 15     |

|  | Geplaatst voor de AFC Cup 2014 |

### Topscorers
|   | Naam             | Club              | Doelpunten |
| - | ---------------- | ----------------- | ---------- |
| 1 | Issam Jemâa      | Kuwait SC         | 11         |
| 1 | Rogerinho        | Kuwait SC         | 11         |
| 3 | Omar Al Soma     | Qadsia SC         | 8          |
| 4 | Husain Almowsawi | Al-Arabi          | 7          |
| 4 | Chadi Hammami    | Kuwait SC         | 7          |
| 4 | Wilson Antonio   | Al-Salibikhaet SC | 7          |
| 4 | Abdulrahman Bani | Al Nasar          | 7          |